# N'Dré Sam Beugré
N'Dré Sam Beugré est chercheur, éditeur et penseur ivoirien contemporain. Son travail se situe à la croisée de la philosophie politique, de la mémoire africaine, de la tradition villageoise et des formes contemporaines d'engagement.

## Origines et formation
Originaire du village de Zégo, N'Dré Sam Beugré grandit dans un univers profondément marqué par les traditions orales, les structures lignagères et la sagesse des anciens,. Il est fortement influencé par les récits de son clan, notamment ceux relatifs à la chefferie cantonale.
Il poursuit ses études en philosophie, droit et sciences sociales, puis complète sa formation à l’international. Sa pensée se forme au contact des grandes figures de la philosophie politique : Spinoza, Levinas, Arendt, Nussbaum,.

## Philosophie politique et engagement
N'Dré Sam Beugré développe une œuvre centrée sur la transformation politique et éthique des sociétés africaines. Il interroge la démocratie, le pouvoir, le désir, les formes de répression et les nouvelles subjectivités politiques,,.
Son approche est caractérisée par une lecture spinoziste de la politique africaine, en mettant l’accent sur les affects, la puissance d’agir et la non-violence comme fondement du vivre-ensemble,.

## Spinoza à Abidjan
Dans plusieurs de ses essais, N'Dré Sam Beugré met en scène une pensée vivante de Spinoza dans les rues d’Abidjan, comme un philosophe engagé dans les luttes populaires,. Ce geste symbolique traduit une volonté de rendre la philosophie accessible et située.
Il s’appuie sur la notion spinoziste de conatus pour défendre l’idée d’une démocratie du désir,.

## Mémoire et traditions africaines
Son œuvre comprend une importante part consacrée à la mémoire des peuples, aux traditions villageoises, et à la réhabilitation des récits communautaires oubliés,,.
Il documente notamment l’histoire de figures comme Agroh Ourega ou Agneza Topka, anciens chefs du canton de Zégo,. Il insiste sur l’importance de réparer les blessures de l’histoire par le travail de mémoire, d’écriture et de transmission.

## Édition et médiation intellectuelle
Fondateur ou membre actif de plusieurs structures éditoriales, il œuvre à la publication d’auteurs africains, à la vulgarisation des pensées critiques, et à la diffusion de la philosophie hors des cercles académiques,.
Il conçoit l’édition comme un acte politique de mise en circulation des savoirs minorés.

## Corps, désir et démocratie
Dans une série d’ouvrages philosophiques récents, il interroge les représentations du corps, du féminin, de l’éros et de la démocratie sensible,,.
Inspiré de Martha Nussbaum, Luce Irigaray et de traditions matriarcales africaines, il défend une relecture du politique à partir de l’affect, de la vulnérabilité et du soin,,.

## Engagements pour la jeunesse et le numérique
Il consacre également des travaux à la jeunesse africaine, à l’usage des réseaux sociaux, et aux mutations contemporaines de la parole publique,.
Il y voit l’émergence d’une nouvelle scène démocratique, à la fois fragile et porteuse d’espérance.

## Style et réception
Le style de N’Dré Sam Beugré se caractérise par un équilibre entre rigueur conceptuelle, accessibilité langagière, et ancrage poétique. Il est souvent salué pour sa capacité à faire dialoguer les textes classiques et les réalités africaines contemporaines,.

## Œuvres principales
- Gouverner sans punir : Spinoza contre la répression en Côte d’Ivoire (2023)[7]
- Quand Spinoza s’invite à Abidjan : Une philosophie dans la rue (2022)[12]
- Réparer Zégo : c’est nous réparer nous-mêmes (2024)[17]
- Vote du désir : la démocratie érotique au féminin (2025)[26]
- Agroh Ourega, l’héritage et la dignité coutumière (2025)[20]